# اسمک اور (آرکانزاس)
اسمک اور (آرکانزاس) (به انگلیسی: Smackover, Arkansas) یک شهر در ایالات متحده آمریکا با جمعیت ۲٬۰۰۵ نفر است که در آرکانزاس واقع شده‌است.

## موقعیت جغرافیایی
موقعیت جغرافیایی شهرها و مناطق اطراف به شرح زیر است: